# William C. McKern
William Carleton McKern (Medical Lake, Washington, USA, 6 de julio de 1892) fue un antropólogo, autor y director de museo estadounidense. McKern dedicó su vida a estudiar la taxonomía y clasificación de montículos de interés arqueológico. Fue profesor de antropología y director del Museo Público de Milwaukee. McKern fue el primer antropólogo en crear un inventario sistémico y documentación de topografías con conexiones antropológicas. McKern fue uno de los principales científicos en la creación y desarrollo de la revista American Antiquity.

## Biografía
McKern es graduado de la Universidad de California en Berkeley con licenciatura en antropología. Estudió luego el pueblo Yana en las montañas de la Sierra Nevada de California. Sirvió luego en Francia con la infantería del ejército estadounidense durante la Primera Guerra Mundial posterior a lo cual enseñó antropología en la Universidad de Washington. De 1920 a 1922 realizó trabajo de campo arqueológico y etnográfico junto con Edward W. Gifford como parte de una expedición al Reino de Tonga.